# Jagalur Rural, Jagalur
Jagalur Rural là một làng thuộc tehsil Jagalur, huyện Davanagere, bang Karnataka, Ấn Độ.